# Guarda-Mor
Guarda-Mor là một đô thị thuộc bang Minas Gerais, Brasil. Đô thị này có diện tích 2065,595 km², dân số năm 2007 là 6577 người, mật độ 3,5 người/km².